# (10781) Ritter
(10781) Ritter – planetoida z pasa głównego asteroid okrążająca Słońce w ciągu 4 lat i 105 dni w średniej odległości 2,64 j.a. Została odkryta 6 sierpnia 1991 roku w Karl-Schwarzschild-Observatorium w Tautenburgu przez Freimuta Börngena. Nazwa planetoidy pochodzi od Johanna Wilhelma Rittera (1776-1810), niemieckiego fizyka. Przed jej nadaniem planetoida nosiła oznaczenie tymczasowe (10781) 1991 PV31.